# Contea di Xuyong
La contea di Xuyong (叙永县S, Xùyǒng XiànP) è una contea della Cina, situata nella provincia di Sichuan e amministrata dalla prefettura di Luzhou.